# بالونكيستو مالقا
بالونكيستو مالقا (بالإنجليزية: Baloncesto Malaga)‏ هو فريق كرة سلة إسباني تأسس في 1992 يقع في منطقة أندلوسيا. يلعب في ليغا أيه سي بي والدوري الأوروبي لكرة السلة.

## وصلات خارجية
- الموقع الإلكتروني